# Glacera de Crupillouse
La glacera de Crupillouse és una de les escasses glaceres encara existents al Valgaudemar, sobre el municipi de La Chapèla. Només senderistes o esquiadors d'alt nivell o en bona forma poden arribar-hi.